# Ciorbă

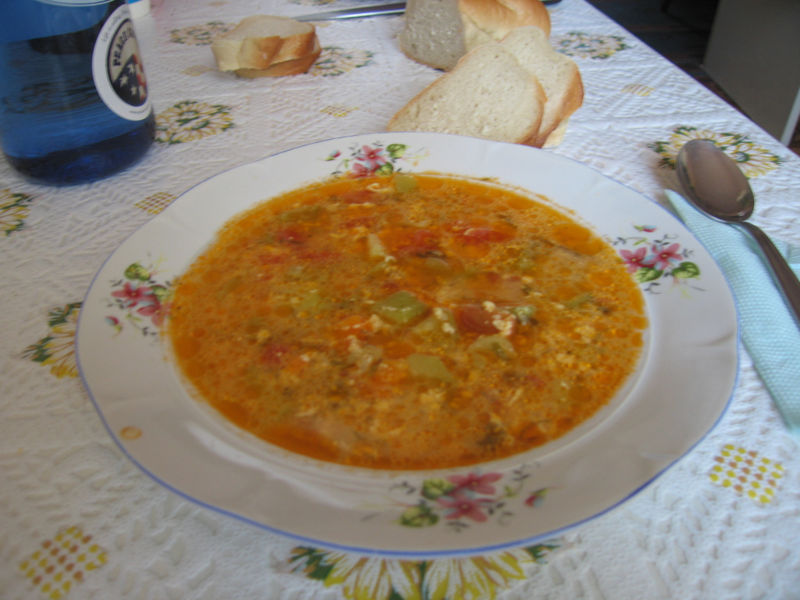
Een bord Ciorbă

Ciorbă is een Roemeens gerecht. Het is een zure soep. Bekende voorbeelden van ciorbă zijn met kalfsvlees (ciorbă de văcuță) en met koeienmaag (ciorbă de burtă).